# Pantelimon (Bucarest)

Ubicación de Pantelimon en Bucarest.

El barrio de Pantelimon es uno de los barrios del Sector 2 de Bucarest, Rumanía. Se sitúa en la parte nororiental de la capital rumana y toma su nombre de San Pantaleón. En el barrio se halla el Estadio Lia Manoliu (conocido también como el Estadio Nacional, el más grande de toda Rumanía) y la iglesia Pantelimon, que data del año 1735.
La principal avenida del barrio, la Avenida de Pantelimon, es la espina dorsal del barrio y sale en dirección este, hacia el Mar Negro. El barrio de Pantelimon, al igual que Ferentari, tiene una mala reputación en la ciudad debido al gran número de delitos y a que se cree que es uno de los centros del crimen en la ciudad.
Fuera del término municipal de Bucarest existe una población adyacente del mismo nombre, la ciudad de Pantelimon, que pertenece al distrito (judeţ) de Ilfov y tiene su propia administración local. Ambos lugares comparten un origen histórico: en 1901 existía una comuna llamada "Pantelimonul-Dobroești", que abarcaba los pueblos de Pantelimon (la actual ciudad), Aleși-Pasărea, Dobroești y Mărcuța (actualmente dentro del Pantelimon de Bucarest). En 1950 todo Pantelimon fue incluido en el territorio de la capital nacional Bucarest, hasta que en 1968 el territorio de la actual ciudad de Pantelimon se separó como comuna suburbana y el resto quedó como barrio de Bucarest.